# Івігтут (кріолітове родовище)
Івіґтут (дан. Ivigtut) — єдине у світі промислове родовище кріоліту.

## Історія
Відкрите 1806-го, розробка велася з 1856. Видобуток корінних руд припинявся неодноразово (у 1962, у 1970-х, 1980-х рр.) в зв'язку з виснаженням запасів.

## Характеристика
Рудне тіло було складене головним чином сидерит-кріолітовою породою (кріоліт, сидерит, кварц, сульфіди). Загальні запаси руди становили бл. 3,5 млн т.
У Івігтуті (Південно-Західна Ґренландія) довгасте штокове тіло сидерито-кріолітового складу укладене в апікальній частині куполовидного штоку лейкократових дрібнозернистих порфировидних гранітів, що залягають в ґнейсових породах брекчій. На поверхні сидерито-кріолітове тіло має 115 м в довжину і 30 м завширшки, на глибині шток розширяється. У приконтактовій частині кріолітового тіла в граніті спостерігається складна мережа жил кварцово-мікроклінового пегматиту. Основна маса пегматитових жил зосереджена біля південного контакту кріолітового тіла. На заході і півночі кріоліт значною мірою безпосередньо контактує з гранітом. Крайова частина кріолітового штоку утворює так звану «приконтактову шкаралупу», складену великими уламками вмісних пегматитів і гранітів, зцементованих кварцово-кріолітовим агрегатом. Апофізи кріолітового тіла перетинають пегматити, а в гранітах спостерігаються каситерито-кварцові і кріоліто-кварцові жили. У сидерито-кріолітовому тілі Івіттуута в середньому міститься кріоліту 70-80 %, сидериту — 15-20 %, кварцу — 1-2 %, сульфідів — 1-2 %. Дуже характерні зрощення кріоліту і сидериту: дрібніші зерна сидериту розташовуються вздовж границь між великими зернами кріоліту. У пегматиті відмічені псевдоморфози кріоліту по графічним вросткам кварцу. У кріолітовому тілі Івіттуута зустрічаються ділянки, збагачені тонкими лусочками парагоніту і мусковітом, порцеляновим мікросферолітовим топазом, флюоритом, піритом, хіолітом, веберитом, стенонітом і ярлітом. На цих ділянках кріоліт набуває темного забарвлення. Пізнішими утвореннями є друзи ступінчастих псевдокубічних кристалів кріоліту на стінках відкритих тріщин, а також продукти його заміщення — томсеноліт, пахноліт і ральстоніт, які приурочені до тріщин в кріоліті.

## Технологія розробки
Розробка родовища велася відкритим способом. Модернізація технології збагачення руд дозволила переробляти рудні відвали.